# Bohlenkammer von Schönstedt
Die Bohlenkammer von Schönstedt wurde bei Baggerarbeiten im Jahr 1969 bei Schönstedt im Unstrut-Hainich-Kreis in Thüringen entdeckt und von Rudolf Feustel (1925–2018) ausgegraben.

## Beschreibung
Es handelt sich bei der Ost-West-orientiertes Anlage um ein 0,7 m eingetieftes Bohlenkammergrab.

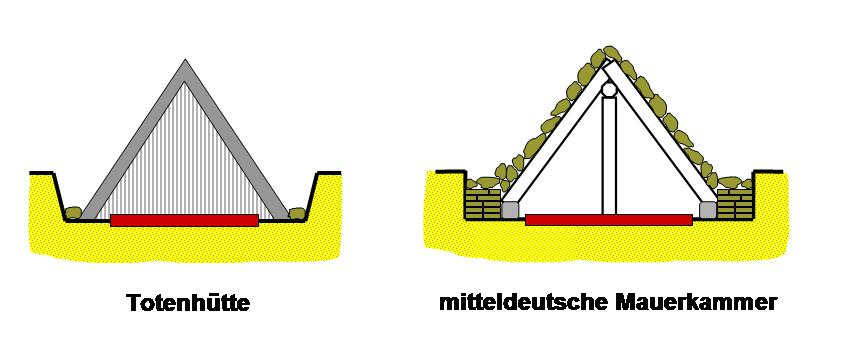
Totenhütte (Bohlenkammer) und Mauerkammergrab

Die 9,0 × 4,0 m große, mit Muschelkalksteinplatten gepflasterte Kammer hat abgerundete Ecken und an der östlichen Schmalseite etwas vorspringende Anten. Längs der Mittelachse fanden sich drei der ursprünglich vier Pfostengruben. Der Standplatz der Holzwände zeigt sich in Form von fundfreien Streifen an den Kammerrändern. 
In den oberen Schichten des Grabraumes fanden sich Muschalkalksteinplatten, die Reste der Bedeckung des Dachfirstes darstellen. Holzkohle, Stücke gebrannten Lehms und Kalksteinplatten mit Brandspuren deuten auf ein Abbrennen der Anlage. Der Ausgräber vermutet eine einstige Hügelabdeckung.
Mindestens 64 Individuen beiderlei Geschlechts und unterschiedlichen Alters waren U-förmig angeordnet mit der Öffnung des U nach Osten platziert. Die Kammermitte war (bis auf zwei ggf. zuletzt bestattete Individuen?) frei. Die Skelettreste überlagern sich teilweise und wurden meist als Ost-West-orientierte, linke oder rechte Hocker mit Blick nach Osten bestimmt. Eine Bestattung ist ein Nord-Süd-orientierter Hocker. Bei einer Hockerbestattung zeigte das Gesicht in die entgegengesetzte Richtung der Beine, so dass hier eine Bestattung in Rückenlage mit angezogenen und in die Höhe ragenden Knien vermutet werden kann. Kinderbestattungen fanden sich hauptsächlich im Nordwestteil des Grabes.

## Funde
Aus dem Baggeraushub stammen: zwölf unverzierte Scherben, zwei Muschelreste, eine zerscherbte Opperschöner Kanne, eine Tasse, kleine Kupferreste, sowie Feuerstein- und Knochenartefakte. 
In der Kammer wurden in situ gefunden: über 170 durchbohrte Tierzähne (meist von Hunden), von denen einige zu Ketten gehörten, über 20 Knochenpfeilspitzen, Pfeilspitzen aus Feuerstein, von denen zweimal vier Stück in der Nähe eines Schädels lagen, fünf halbe Unterkiefer vom Fuchs, drei Klingen, ein Napf vor dem Gesicht eines Mannes, ein Axthammer, Kupferreste, durchbohrte Muschelanhänger, Knochen- und Geweihartefakte, ein rechter Unterkiefer vom Hamster und einige Tierknochen.

## Einordnung
Grabbau und Bestattungsweise ordnen das Grab in die Walternienburg-Bernburger Kultur ein. Die Opperschöner Kanne belegt Kontakte zur Salzmünder Kultur. Die Tasse lässt sich vergleichen mit Exemplaren aus Gotha und Züschen und deutet Bezüge zum hessischen Gebiet an. 